# Brian Littrell
Brian Thomas Littrell (Lexington, Kentucky, USA, 1975. február 20.) amerikai énekes-dalszövegíró, 1993 óta a Backstreet Boys egyik énekese.

## Életrajz
Édesanyja Jackie, édesapja Harold Littrell. Van egy bátyja Harold Jr. Unokatestvére Kevin Richardson, aki szintén a Backstreet Boys egyik tagja (Kevin 2006-ban kilépett az együttesből majd 2012-ben ismét csatlakozott hozzájuk).

## Karrier
1993-tól a Backstreet Boys tagja, 1995-ben jelent meg első lemezük és nagy sikert aratott Európában és Kanadában. Lemez lemezt követett és 2009-ben megjelenik nyolcadik albumuk This is us címmel.

## Magánélet
2000. szeptember elején elvette menyasszonyát, Leighanne-t. Első közös gyermekük Baylee Thomas Wylee Littrell 2002. november 26-án született.